# Punkva
De Punkva is een rivier in Tsjechië, die ontspringt door het samengaan van de beekjes Sloupský potok en Bílá voda. De Punkva loopt in de Moravische Karst deels ondergronds, door de Punkva Grotten als een hydrografisch onderwatersysteem. De Punkva is een korte rivier van 29 kilometer en mondt bij Blansko  uit in de Svitava.

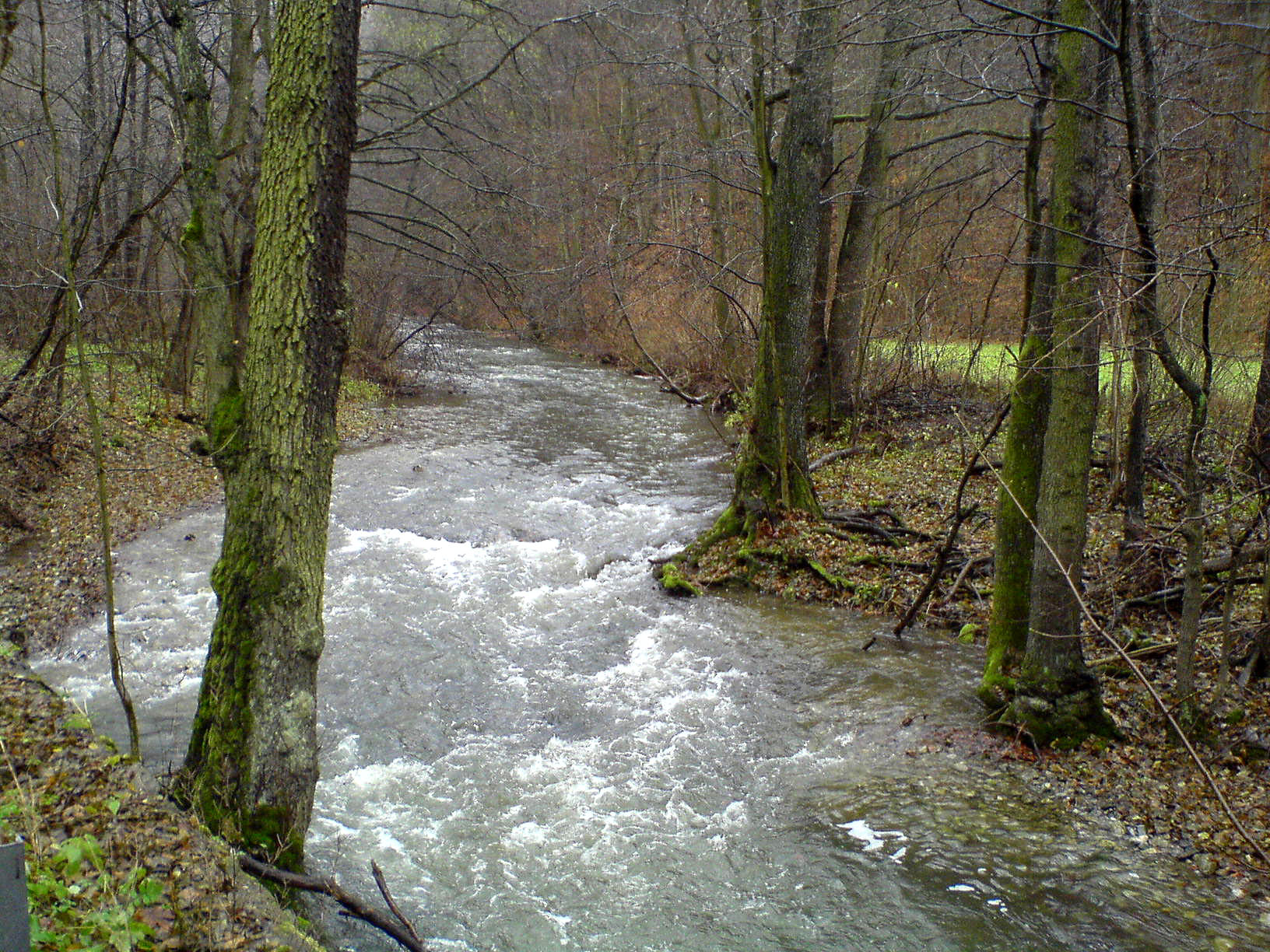

## Weblinks
- Beschrijving in Tsjechisch[dode link]
- Beschrijving in Engels (pdf)[dode link] (159 kB)